# Grand Porto

Localisation du Grand Porto (sans la partie nord du district d'Aveiro)

Le Grand Porto (en portugais Grande Porto) est l'une des 30 sous-régions statistiques du Portugal.
Avec 7 autres sous-régions, il forme la région Nord.

## Géographie
Le Grand Porto est limitrophe :
- au nord, du Cávado,
- à l'est, de l'Ave et de la Tâmega,
- au sud, de l'Entre Douro et Vouga et de la Basse Vouga.
- Le Grand Porto dispose en outre d'une façade maritime, à l'ouest, sur l'océan Atlantique.

La région NUTS III Grande Porto est distincte de l'aire métropolitaine de Porto, qui regroupe cela mais aussi d'autres municipalités, comme São João da Madeira, Santa Maria da Feira et Espinho appartenant à des régions statistiquement distinctes.

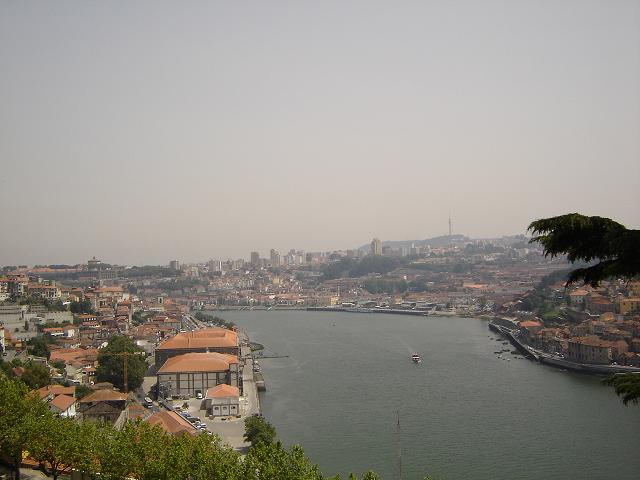
Fleuve Douro à Grande Porto, la deuxième sous-région la plus peuplée du Portugal.

## Données diverses
- Superficie : 817 km2.
- Population: 1 272 176 hab. (2004) / 1 287 276 hab. (2011)
- Densité de population : 1 557,13 hab./km2.

## Subdivisions
Le Grand Porto regroupe onze municipalités (concelhos ou municípios, en portugais) : 
- Espinho
- Gondomar
- Maia
- Matosinhos
- Porto
- Póvoa de Varzim
- Valongo
- Vila do Conde
- Vila Nova de Gaia
- Trofa
- Santo Tirso

1. 1 2  « Official Journal L 87/2023 », sur eur-lex.europa.eu (consulté le 13 janvier 2024)